# Jean Guinand
Jean Guinand, né le 21 février 1943, est un homme politique suisse, membre du Parti libéral.

## Biographie
Professeur de droit à l'Université de Neuchâtel, il devient doyen de la faculté de droit de 1973 à 1975, vice-recteur de l'université de 1979 à 1983, recteur jusqu'en 1987 puis professeur honoraire.
Il est élu, le 30 novembre 1987, au Conseil national mais démissionne le  19 septembre 1993 après son élection au Conseil d'État du canton de Neuchâtel, où il dirige  les départements de l'instruction publique et des affaires culturelles, puis des finances et des affaires sociales jusqu'en 2001.
Il est par ailleurs président du conseil de fondation du Dictionnaire historique de la Suisse de 1997 à 2004.
En 2006, il est reçu comme officier dans l'Ordre des Palmes académiques.

## Publications
- Jean Guinand et Martin Stettler, Droit civil, Neuchâtel, Éditions universitaires, 1989 (ISBN 978-2-8271-0418-5)
- Les conflits de lois en matière de capacité (Étude comparative), Ides et Calendes, 1970
- Jean Guinand,  Roger Friedrich et  Jean-Luc Vautravers, Portrait du canton de Neuchâtel, Office du matériel scolaire, 1995
- Alexandre Bardet, Margie Mounier, Jean-Marc Barrelet, Jean Cavadini, Olivier Jacot-Guillarmod, Jean-Pierre Jelmini, Jean-Bernard Vuillème, Jean Guinand et Ludwig Oechslin, Le Pays de Neuchâtel, G. Attinger, 2002 (ISBN 978-2-88256-132-9)
- Jean Guinand et Martin Stettler, Successions (art. 457-640 CC), Neuchâtel, Éditions universitaires, 2003 (ISBN 978-2-8271-0953-1)